# Николо-Тихвинский монастырь (Пятницкое)
Николо-Тихвинский монастырь — женский православный монастырь, существовавший на рубеже XIX-XX веков близ села Пятницкое Воронежской губернии (ныне — Белгородская область).
В 1889 году недалеко от села Пятницкое была основана женская Николо-Тихвинская община. Её основателем был Василий Николаевич Шабельский, получивший на это благословение св. Амвросия Оптинского. В 1899 году община была преобразована в женский Николо-Тихвинский монастырь. 
После революции монастырь упразднён.
Начиная с июля 2017 года по благословению Преосвященного Саввы, епископа Валуйского и Алексеевского, на территории бывшего Николо-Тихвинского Пятницкого женского монастыря ведутся восстановительные работы.
В июле 2017 года администрацией Волоконовского района в имущество Валуйской епархии Русской Православной Церкви были переданы два корпуса существовавшего в пос. Пятницкое в начале XX века женского монастыря – игуменский корпус и корпус монастырской школы, находившейся за воротами обители.
6 декабря 2017 года здесь была официально зарегистрирована религиозная организация «Архиерейское подворье бывшего Николо-Тихвинского женского монастыря п. Пятницкое Волоконовского района Белгородской области Валуйской епархии Русской Православной Церкви (Московский Патриархат)».  